# Ballon d'or
Cet article possède un paronyme, voir Bidon d'or.
Pour les articles homonymes, voir Ballon d'or (homonymie).
Le Ballon d'or est une récompense attribuée au meilleur footballeur de l'année.
Créé en 1956 par le magazine France Football, ce titre est, à l'origine, attribué au meilleur joueur disposant d'une nationalité européenne évoluant dans un championnat européen. De 1995 à 2006, le « Ballon d'or » est attribué au meilleur joueur évoluant dans un championnat européen sans distinction de nationalité. Depuis 2007, il récompense le meilleur joueur au monde, c'est-à-dire sans distinction de championnat ni de nationalité. En 2018, France Football crée le Ballon d'or féminin.
Appelé « Ballon d'or France Football » à sa création, le trophée est alors attribué par un jury international composé de journalistes spécialisés. En juillet 2010, il fusionne avec le titre de Meilleur footballeur de l'année FIFA pour devenir le « FIFA Ballon d'or », attribué par des capitaines de sélections nationales, des sélectionneurs et des journalistes. En septembre 2016, France Football et la Fédération internationale de football association (FIFA) décident d'arrêter leur partenariat pour l'attribution du Ballon d'or, celui-ci revient donc à son créateur historique. Les votes ne seront attribués que par des journalistes internationaux. À partir de la saison 2021-2022, le Ballon d'or est attribué à la fin de chaque saison, et non plus en fin d’année civile, comme c’était le cas précédemment.
Lionel Messi est le joueur le plus titré depuis la création du Ballon d'or (8 trophées).

## Historique
Cette récompense est créée en 1956 par le magazine France Football, sous l'impulsion de ses journalistes Gabriel Hanot, Jacques Ferran, Jacques Goddet et Jacques de Ryswick.
À l'origine, le prix est réservé aux joueurs européens. En 1995, le mode d'éligibilité est modifié, permettant à tout footballeur jouant dans un club européen d'obtenir ce trophée tant convoité, à l'image du Libérien George Weah devenu Ballon d'or la même année. En 2007, l'ouverture devient totale : à partir de cette date, le Ballon d'or récompense le meilleur joueur du monde, quelle que soit sa nationalité et quel que soit le club au sein duquel il évolue. En 2018, France Football crée un équivalent pour les footballeuses : le Ballon d'or féminin.

## Attribution
« Ballon d'or » est une marque déposée de France Football.
Jusqu'en 2009 le classement est établi en fonction du vote d'un panel international de journalistes mais en 2010, à la suite d'un accord signé entre Amaury Sport Organisation et la Fédération internationale de football association (FIFA), le nouveau système de notation prévoit un classement établi en fonction du vote des 208 sélectionneurs des pays membres de la FIFA, des 208 capitaines des sélections ainsi que d'un panel de 208 journalistes représentant les pays qui composent la FIFA. Ces membres du jury nomment trois joueurs (parmi une liste de vingt-trois prédéfinie) par ordre décroissant ; le premier reçoit 5 points, le deuxième 3 points et le troisième 1 point. Le trophée est attribué au joueur ayant recueilli le plus de points.
Depuis 2022, seuls les représentants des cent premiers pays au classement mondial de la FIFA sont "qualifiés" pour voter. Un resserrement qui limite les votes fantaisistes,.
Le règlement du Ballon d'or est composé des 9 articles suivants :
- Article 1. Le trophée annuel du Ballon d'or est organisé par le magazine mensuel France Football.
- Article 2. Le Ballon d'or récompense le meilleur joueur sans distinction de Championnat ni de nationalité.
- Article 3. La période de référence est comprise entre le mois d'août et le mois de juillet suivant afin d'intégrer la totalité de la saison, compétitions internationales incluses.
- Article 4. Le Ballon d'or est attribué en fonction de trois critères principaux. 1. Performances individuelles et caractère décisif et impressionnant. 2. Performances collectives et palmarès. 3. Classe et fair-play.
- Article 5. Le Ballon d'or est attribué par un jury international de journalistes spécialisés, à raison d'un représentant par pays. les 100 premiers au dernier classement FIFA (avant parution des listes).
- Article 6. Chaque juré désigne cinq joueurs par ordre décroissant de mérite à partir d'une liste (30 joueurs) préalablement établie par la rédaction de France Football, des membres de la rédaction de L'Équipe, le meilleur juré de l'édition précédente ainsi que l'ambassadeur du Ballon d'or : Didier Drogba.
- Article 7. Les cinq cités se voient respectivement attribuer 6, 4, 3, 2 et 1 points. Le Ballon d'or est attribué au joueur totalisant le plus grand nombre de points.
- Article 8. En cas d'égalité, les joueurs sont départagés par le nombre de citations à la première place. Si l'égalité demeure, par le nombre de citations à la deuxième place, puis par le nombre de citations à la troisième place. Si l'égalité persiste, un nouveau tour de scrutin est organisé entre les ex aequo.
- Article 9. Tout litige né du scrutin est tranché par le directeur de la rédaction de France Football en tant qu'organisateur et président du jury.

## Cérémonie
La cérémonie de remise de prix se déroule historiquement à Paris et rassemble, au fils des années, de plus en plus de stars du monde du football.
Avant la remise du Ballon d'or, sont d'abord remis le trophée Kopa du meilleur jeune joueur de l'année, le prix Sócrates qui met à l'honneur l'engagement social d'un footballeur professionnel, le trophée Yachine du meilleur gardien de but de l'année, le trophée Gerd Müller du meilleur buteur de l'année en club et en sélection et enfin le Ballon d'or féminin. Le club féminin et le club masculin ayant le plus de nommés au Ballon d'or dans leur catégorie respective sont également désignés « club de l'année ».

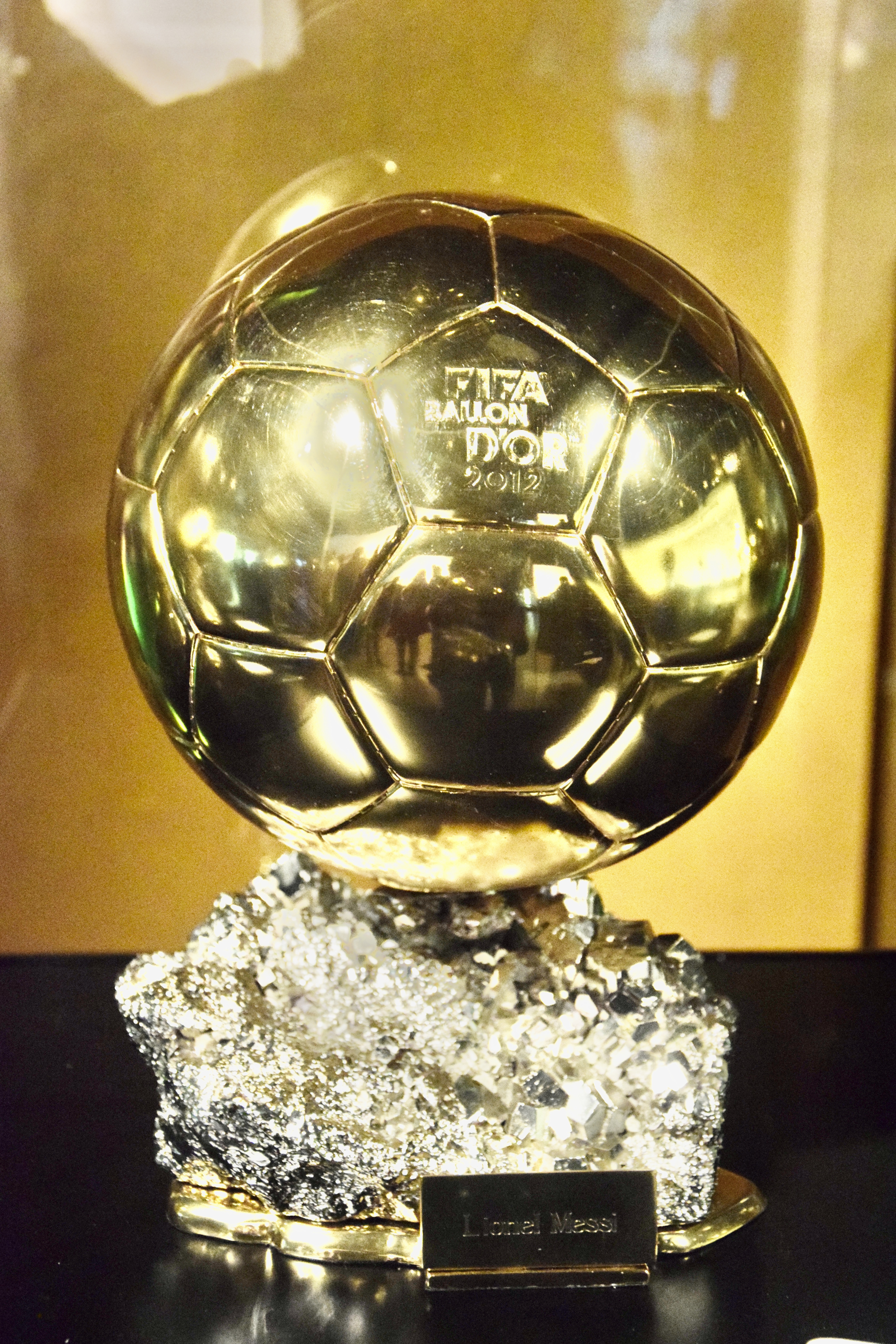
Le Ballon d'or 2012.

## Trophée
Le trophée du Ballon d'or est conçu à Paris par le bijoutier français Mellerio dits Meller. Sa fabrication prend six mois et nécessite 100 heures de travail pour cinq artisans. Le trophée, dont la valeur est estimée à 13 000 €, pèse 15 kg et représente un ballon réalisé en laiton, enchâssé dans un bloc de pyrite qui rend chaque trophée unique.
Depuis 1956, le Ballon d'or n'a connu que deux designs. Le trophée d'origine était gravé par deux petites lignes sur chaque hexagone du ballon mais Adidas voulut intenter un procès à France Football pour plagiat. En 2003, le magazine fut dans l'obligation de redessiner le trophée sans ces petites lignes.

## Palmarès

### Palmarès par édition
Depuis 1956, 46 joueurs différents ont été récompensés par le Ballon d'or en 68 éditions :
| Édition                                                      | Rang                                                                                            | Joueur                                                                                          | Poste                                                                                           | Club(s)                                                                                         | Pourcentage des points                                                                          |
| Ballon d'or (meilleur joueur européen)                       | Ballon d'or (meilleur joueur européen)                                                          | Ballon d'or (meilleur joueur européen)                                                          | Ballon d'or (meilleur joueur européen)                                                          | Ballon d'or (meilleur joueur européen)                                                          | Ballon d'or (meilleur joueur européen)                                                          |
| 1956                                                         |                                                                                                 |                                                                                                 |                                                                                                 |                                                                                                 |                                                                                                 |
| ------------------------------------------------------------ | ----------------------------------------------------------------------------------------------- | ----------------------------------------------------------------------------------------------- | ----------------------------------------------------------------------------------------------- | ----------------------------------------------------------------------------------------------- | ----------------------------------------------------------------------------------------------- |
| 1956                                                         | 1er                                                                                             | Stanley Matthews                                                                                | milieu                                                                                          | Blackpool FC                                                                                    | 19,58%                                                                                          |
| 1956                                                         | 2e                                                                                              | Alfredo Di Stéfano                                                                              | attaquant                                                                                       | Real Madrid                                                                                     | 18,33%                                                                                          |
| 1956                                                         | 3e                                                                                              | Raymond Kopa                                                                                    | milieu                                                                                          | Stade de Reims et Real Madrid                                                                   | 13,75%                                                                                          |
| 1957                                                         |                                                                                                 |                                                                                                 |                                                                                                 |                                                                                                 |                                                                                                 |
| 1er                                                          | Alfredo Di Stéfano                                                                              | attaquant                                                                                       | Real Madrid                                                                                     | 29,88%                                                                                          |                                                                                                 |
| 2e                                                           | Billy Wright                                                                                    | défenseur                                                                                       | Wolverhampton WFC                                                                               | 07,88%                                                                                          |                                                                                                 |
| 3e                                                           | Duncan Edwards                                                                                  | milieu                                                                                          | Manchester United                                                                               | 06,64%                                                                                          |                                                                                                 |
| 3e                                                           | Raymond Kopa                                                                                    | milieu                                                                                          | Real Madrid                                                                                     | 06,64%                                                                                          |                                                                                                 |
| 1958                                                         |                                                                                                 |                                                                                                 |                                                                                                 |                                                                                                 |                                                                                                 |
| 1er                                                          | Raymond Kopa                                                                                    | milieu                                                                                          | Real Madrid                                                                                     | 29,58%                                                                                          |                                                                                                 |
| 2e                                                           | Helmut Rahn                                                                                     | attaquant                                                                                       | Rot-Weiss Essen                                                                                 | 16,67%                                                                                          |                                                                                                 |
| 3e                                                           | Just Fontaine                                                                                   | attaquant                                                                                       | Stade de Reims                                                                                  | 09,58%                                                                                          |                                                                                                 |
| 1959                                                         |                                                                                                 |                                                                                                 |                                                                                                 |                                                                                                 |                                                                                                 |
| 1er                                                          | Alfredo Di Stéfano (2)                                                                          | attaquant                                                                                       | Real Madrid                                                                                     | 26,58%                                                                                          |                                                                                                 |
| 2e                                                           | Raymond Kopa                                                                                    | milieu                                                                                          | Real Madrid et Stade de Reims                                                                   | 13,95%                                                                                          |                                                                                                 |
| 3e                                                           | John Charles                                                                                    | attaquant                                                                                       | Juventus                                                                                        | 07,97%                                                                                          |                                                                                                 |
| 1960                                                         |                                                                                                 |                                                                                                 |                                                                                                 |                                                                                                 |                                                                                                 |
| 1er                                                          | Luis Suárez                                                                                     | milieu                                                                                          | FC Barcelone                                                                                    | 18,75%                                                                                          |                                                                                                 |
| 2e                                                           | Ferenc Puskás                                                                                   | attaquant                                                                                       | Real Madrid                                                                                     | 12,85%                                                                                          |                                                                                                 |
| 3e                                                           | Uwe Seeler                                                                                      | attaquant                                                                                       | Hambourg SV                                                                                     | 11,46%                                                                                          |                                                                                                 |
| 1961                                                         |                                                                                                 |                                                                                                 |                                                                                                 |                                                                                                 |                                                                                                 |
| 1er                                                          | Omar Sívori                                                                                     | attaquant                                                                                       | Juventus                                                                                        | 16,25%                                                                                          |                                                                                                 |
| 2e                                                           | Luis Suárez                                                                                     | milieu                                                                                          | FC Barcelone et Inter Milan                                                                     | 14,13%                                                                                          |                                                                                                 |
| 3e                                                           | Johnny Haynes                                                                                   | milieu                                                                                          | Fulham FC                                                                                       | 07,77%                                                                                          |                                                                                                 |
| 1962                                                         |                                                                                                 |                                                                                                 |                                                                                                 |                                                                                                 |                                                                                                 |
| 1er                                                          | Josef Masopust                                                                                  | milieu                                                                                          | Dukla Prague                                                                                    | 22,72%                                                                                          |                                                                                                 |
| 2e                                                           | Eusébio                                                                                         | attaquant                                                                                       | Benfica Lisbonne                                                                                | 18,53%                                                                                          |                                                                                                 |
| 3e                                                           | Karl-Heinz Schnellinger                                                                         | défenseur                                                                                       | FC Cologne                                                                                      | 11,54%                                                                                          |                                                                                                 |
| 1963                                                         |                                                                                                 |                                                                                                 |                                                                                                 |                                                                                                 |                                                                                                 |
| 1er                                                          | Lev Yachine                                                                                     | gardien                                                                                         | Dynamo Moscou                                                                                   | 23,17%                                                                                          |                                                                                                 |
| 2e                                                           | Gianni Rivera                                                                                   | attaquant                                                                                       | AC Milan                                                                                        | 17,46%                                                                                          |                                                                                                 |
| 3e                                                           | Jimmy Greaves                                                                                   | attaquant                                                                                       | Tottenham Hotspur                                                                               | 15,87%                                                                                          |                                                                                                 |
| 1964                                                         |                                                                                                 |                                                                                                 |                                                                                                 |                                                                                                 |                                                                                                 |
| 1er                                                          | Denis Law                                                                                       | attaquant                                                                                       | Manchester United                                                                               | 19,30%                                                                                          |                                                                                                 |
| 2e                                                           | Luis Suárez                                                                                     | milieu                                                                                          | Inter Milan                                                                                     | 13,61%                                                                                          |                                                                                                 |
| 3e                                                           | Amancio Amaro                                                                                   | attaquant                                                                                       | Real Madrid                                                                                     | 12,03%                                                                                          |                                                                                                 |
| 1965                                                         |                                                                                                 |                                                                                                 |                                                                                                 |                                                                                                 |                                                                                                 |
| 1er                                                          | Eusébio                                                                                         | attaquant                                                                                       | Benfica Lisbonne                                                                                | 21,27%                                                                                          |                                                                                                 |
| 2e                                                           | Giacinto Facchetti                                                                              | défenseur                                                                                       | Inter Milan                                                                                     | 18,73%                                                                                          |                                                                                                 |
| 3e                                                           | Luis Suárez                                                                                     | milieu                                                                                          | Inter Milan                                                                                     | 14,29%                                                                                          |                                                                                                 |
| 1966                                                         |                                                                                                 |                                                                                                 |                                                                                                 |                                                                                                 |                                                                                                 |
| 1er                                                          | Bobby Charlton                                                                                  | milieu                                                                                          | Manchester United                                                                               | 24,47%                                                                                          |                                                                                                 |
| 2e                                                           | Eusébio                                                                                         | attaquant                                                                                       | Benfica Lisbonne                                                                                | 24,17%                                                                                          |                                                                                                 |
| 3e                                                           | Franz Beckenbauer                                                                               | défenseur                                                                                       | Bayern Munich                                                                                   | 17,82%                                                                                          |                                                                                                 |
| 1967                                                         |                                                                                                 |                                                                                                 |                                                                                                 |                                                                                                 |                                                                                                 |
| 1er                                                          | Flórián Albert                                                                                  | attaquant                                                                                       | Ferencváros TC                                                                                  | 18,89%                                                                                          |                                                                                                 |
| 2e                                                           | Bobby Charlton                                                                                  | milieu                                                                                          | Manchester United                                                                               | 11,11%                                                                                          |                                                                                                 |
| 3e                                                           | Jimmy Johnstone                                                                                 | milieu                                                                                          | Celtic Glasgow                                                                                  | 10,83%                                                                                          |                                                                                                 |
| 1968                                                         |                                                                                                 |                                                                                                 |                                                                                                 |                                                                                                 |                                                                                                 |
| 1er                                                          | George Best                                                                                     | attaquant                                                                                       | Manchester United                                                                               | 16,18%                                                                                          |                                                                                                 |
| 2e                                                           | Bobby Charlton                                                                                  | milieu                                                                                          | Manchester United                                                                               | 14,06%                                                                                          |                                                                                                 |
| 3e                                                           | Dragan Džajić                                                                                   | attaquant                                                                                       | Étoile rouge de Belgrade                                                                        | 12,20%                                                                                          |                                                                                                 |
| 1969                                                         |                                                                                                 |                                                                                                 |                                                                                                 |                                                                                                 |                                                                                                 |
| 1er                                                          | Gianni Rivera                                                                                   | attaquant                                                                                       | AC Milan                                                                                        | 21,34%                                                                                          |                                                                                                 |
| 2e                                                           | Luigi Riva                                                                                      | attaquant                                                                                       | Cagliari Calcio                                                                                 | 20,31%                                                                                          |                                                                                                 |
| 3e                                                           | Gerd Müller                                                                                     | attaquant                                                                                       | Bayern Munich                                                                                   | 09,77%                                                                                          |                                                                                                 |
| 1970                                                         |                                                                                                 |                                                                                                 |                                                                                                 |                                                                                                 |                                                                                                 |
| 1er                                                          | Gerd Müller                                                                                     | attaquant                                                                                       | Bayern Munich                                                                                   | 19,69%                                                                                          |                                                                                                 |
| 2e                                                           | Bobby Moore                                                                                     | défenseur                                                                                       | West Ham United                                                                                 | 17,90%                                                                                          |                                                                                                 |
| 3e                                                           | Luigi Riva                                                                                      | attaquant                                                                                       | Cagliari Calcio                                                                                 | 16,62%                                                                                          |                                                                                                 |
| 1971                                                         |                                                                                                 |                                                                                                 |                                                                                                 |                                                                                                 |                                                                                                 |
| 1er                                                          | Johan Cruyff                                                                                    | attaquant                                                                                       | Ajax Amsterdam                                                                                  | 29,74%                                                                                          |                                                                                                 |
| 2e                                                           | Sandro Mazzola                                                                                  | attaquant                                                                                       | Inter Milan                                                                                     | 14,62%                                                                                          |                                                                                                 |
| 3e                                                           | George Best                                                                                     | attaquant                                                                                       | Manchester United                                                                               | 14,36%                                                                                          |                                                                                                 |
| 1972                                                         |                                                                                                 |                                                                                                 |                                                                                                 |                                                                                                 |                                                                                                 |
| 1er                                                          | Franz Beckenbauer                                                                               | défenseur                                                                                       | Bayern Munich                                                                                   | 21,54%                                                                                          |                                                                                                 |
| 2e                                                           | Gerd Müller                                                                                     | attaquant                                                                                       | Bayern Munich                                                                                   | 21,01%                                                                                          |                                                                                                 |
| 2e                                                           | Günter Netzer                                                                                   | milieu                                                                                          | Borussia Mönchengladbach                                                                        | 21,01%                                                                                          |                                                                                                 |
| 1973                                                         |                                                                                                 |                                                                                                 |                                                                                                 |                                                                                                 |                                                                                                 |
| 1er                                                          | Johan Cruyff (2)                                                                                | attaquant                                                                                       | Ajax Amsterdam et FC Barcelone                                                                  | 26,67%                                                                                          |                                                                                                 |
| 2e                                                           | Dino Zoff                                                                                       | gardien                                                                                         | Juventus                                                                                        | 13,06%                                                                                          |                                                                                                 |
| 3e                                                           | Gerd Müller                                                                                     | attaquant                                                                                       | Bayern Munich                                                                                   | 12,22%                                                                                          |                                                                                                 |
| 1974                                                         |                                                                                                 |                                                                                                 |                                                                                                 |                                                                                                 |                                                                                                 |
| 1er                                                          | Johan Cruyff (3)                                                                                | attaquant                                                                                       | FC Barcelone                                                                                    | 29,59%                                                                                          |                                                                                                 |
| 2e                                                           | Franz Beckenbauer                                                                               | défenseur                                                                                       | Bayern Munich                                                                                   | 26,79%                                                                                          |                                                                                                 |
| 3e                                                           | Kazimierz Deyna                                                                                 | milieu                                                                                          | Legia Varsovie                                                                                  | 08,93%                                                                                          |                                                                                                 |
| 1975                                                         |                                                                                                 |                                                                                                 |                                                                                                 |                                                                                                 |                                                                                                 |
| 1er                                                          | Oleg Blokhine                                                                                   | attaquant                                                                                       | Dynamo Kiev                                                                                     | 31,36%                                                                                          |                                                                                                 |
| 2e                                                           | Franz Beckenbauer                                                                               | défenseur                                                                                       | Bayern Munich                                                                                   | 10,80%                                                                                          |                                                                                                 |
| 3e                                                           | Johan Cruyff                                                                                    | attaquant                                                                                       | FC Barcelone                                                                                    | 06,94%                                                                                          |                                                                                                 |
| 1976                                                         |                                                                                                 |                                                                                                 |                                                                                                 |                                                                                                 |                                                                                                 |
| 1er                                                          | Franz Beckenbauer (2)                                                                           | défenseur                                                                                       | Bayern Munich                                                                                   | 23,33%                                                                                          |                                                                                                 |
| 2e                                                           | Rob Rensenbrink                                                                                 | attaquant                                                                                       | RSC Anderlecht                                                                                  | 19,23%                                                                                          |                                                                                                 |
| 3e                                                           | Ivo Viktor                                                                                      | gardien                                                                                         | Dukla Prague                                                                                    | 13,33%                                                                                          |                                                                                                 |
| 1977                                                         |                                                                                                 |                                                                                                 |                                                                                                 |                                                                                                 |                                                                                                 |
| 1er                                                          | Allan Simonsen                                                                                  | attaquant                                                                                       | Borussia Mönchengladbach                                                                        | 19,02%                                                                                          |                                                                                                 |
| 2e                                                           | Kevin Keegan                                                                                    | attaquant                                                                                       | Liverpool FC et Hambourg SV                                                                     | 18,25%                                                                                          |                                                                                                 |
| 3e                                                           | Michel Platini                                                                                  | milieu                                                                                          | AS Nancy-Lorraine                                                                               | 17,99%                                                                                          |                                                                                                 |
| 1978                                                         |                                                                                                 |                                                                                                 |                                                                                                 |                                                                                                 |                                                                                                 |
| 1er                                                          | Kevin Keegan                                                                                    | attaquant                                                                                       | Hambourg SV                                                                                     | 30,26%                                                                                          |                                                                                                 |
| 2e                                                           | Hans Krankl                                                                                     | attaquant                                                                                       | Rapid Vienne et FC Barcelone                                                                    | 20,77%                                                                                          |                                                                                                 |
| 3e                                                           | Rob Rensenbrink                                                                                 | attaquant                                                                                       | RSC Anderlecht                                                                                  | 12,82%                                                                                          |                                                                                                 |
| 1979                                                         |                                                                                                 |                                                                                                 |                                                                                                 |                                                                                                 |                                                                                                 |
| 1er                                                          | Kevin Keegan (2)                                                                                | attaquant                                                                                       | Hambourg SV                                                                                     | 30,33%                                                                                          |                                                                                                 |
| 2e                                                           | Karl-Heinz Rummenigge                                                                           | attaquant                                                                                       | Bayern Munich                                                                                   | 13,37%                                                                                          |                                                                                                 |
| 3e                                                           | Ruud Krol                                                                                       | défenseur                                                                                       | Ajax Amsterdam                                                                                  | 10,54%                                                                                          |                                                                                                 |
| 1980                                                         |                                                                                                 |                                                                                                 |                                                                                                 |                                                                                                 |                                                                                                 |
| 1er                                                          | Karl-Heinz Rummenigge                                                                           | attaquant                                                                                       | Bayern Munich                                                                                   | 32,53%                                                                                          |                                                                                                 |
| 2e                                                           | Bernd Schuster                                                                                  | milieu                                                                                          | 1. FC Cologne et FC Barcelone                                                                   | 09,07%                                                                                          |                                                                                                 |
| 3e                                                           | Michel Platini                                                                                  | milieu                                                                                          | AS Saint-Étienne                                                                                | 08,80%                                                                                          |                                                                                                 |
| 1981                                                         |                                                                                                 |                                                                                                 |                                                                                                 |                                                                                                 |                                                                                                 |
| 1er                                                          | Karl-Heinz Rummenigge (2)                                                                       | attaquant                                                                                       | Bayern Munich                                                                                   | 27,32%                                                                                          |                                                                                                 |
| 2e                                                           | Paul Breitner                                                                                   | milieu                                                                                          | Bayern Munich                                                                                   | 16,49%                                                                                          |                                                                                                 |
| 3e                                                           | Bernd Schuster                                                                                  | milieu                                                                                          | FC Barcelone                                                                                    | 10,05%                                                                                          |                                                                                                 |
| 1982                                                         |                                                                                                 |                                                                                                 |                                                                                                 |                                                                                                 |                                                                                                 |
| 1er                                                          | Paolo Rossi                                                                                     | attaquant                                                                                       | Juventus                                                                                        | 29,49%                                                                                          |                                                                                                 |
| 2e                                                           | Alain Giresse                                                                                   | milieu                                                                                          | Girondins de Bordeaux                                                                           | 16,41%                                                                                          |                                                                                                 |
| 3e                                                           | Zbigniew Boniek                                                                                 | attaquant                                                                                       | Widzew Łódź et Juventus                                                                         | 13,59%                                                                                          |                                                                                                 |
| 1983                                                         |                                                                                                 |                                                                                                 |                                                                                                 |                                                                                                 |                                                                                                 |
| 1er                                                          | Michel Platini                                                                                  | milieu                                                                                          | Juventus                                                                                        | 28,50%                                                                                          |                                                                                                 |
| 2e                                                           | Kenny Dalglish                                                                                  | attaquant                                                                                       | Liverpool FC                                                                                    | 06,74%                                                                                          |                                                                                                 |
| 3e                                                           | Allan Simonsen                                                                                  | attaquant                                                                                       | Charlton Athletic et Vejle BK                                                                   | 06,47%                                                                                          |                                                                                                 |
| 1984                                                         |                                                                                                 |                                                                                                 |                                                                                                 |                                                                                                 |                                                                                                 |
| 1er                                                          | Michel Platini (2)                                                                              | milieu                                                                                          | Juventus                                                                                        | 32,82%                                                                                          |                                                                                                 |
| 2e                                                           | Jean Tigana                                                                                     | milieu                                                                                          | Girondins de Bordeaux                                                                           | 14,62%                                                                                          |                                                                                                 |
| 3e                                                           | Preben Elkjær Larsen                                                                            | attaquant                                                                                       | KSC Lokeren et Hellas Vérone                                                                    | 12,31%                                                                                          |                                                                                                 |
| 1985                                                         |                                                                                                 |                                                                                                 |                                                                                                 |                                                                                                 |                                                                                                 |
| 1er                                                          | Michel Platini (3)                                                                              | milieu                                                                                          | Juventus                                                                                        | 32,73%                                                                                          |                                                                                                 |
| 2e                                                           | Preben Elkjær Larsen                                                                            | attaquant                                                                                       | Hellas Vérone                                                                                   | 18,30%                                                                                          |                                                                                                 |
| 3e                                                           | Bernd Schuster                                                                                  | milieu                                                                                          | FC Barcelone                                                                                    | 11,86%                                                                                          |                                                                                                 |
| 1986                                                         |                                                                                                 |                                                                                                 |                                                                                                 |                                                                                                 |                                                                                                 |
| 1er                                                          | Igor Belanov                                                                                    | attaquant                                                                                       | Dynamo Kiev                                                                                     | 21,59%                                                                                          |                                                                                                 |
| 2e                                                           | Gary Lineker                                                                                    | attaquant                                                                                       | Everton et FC Barcelone                                                                         | 15,94%                                                                                          |                                                                                                 |
| 3e                                                           | Emilio Butragueño                                                                               | attaquant                                                                                       | Real Madrid                                                                                     | 15,17%                                                                                          |                                                                                                 |
| 1987                                                         |                                                                                                 |                                                                                                 |                                                                                                 |                                                                                                 |                                                                                                 |
| 1er                                                          | Ruud Gullit                                                                                     | milieu                                                                                          | PSV Eindhoven et AC Milan                                                                       | 26,30%                                                                                          |                                                                                                 |
| 2e                                                           | Paulo Futre                                                                                     | attaquant                                                                                       | FC Porto et Atlético de Madrid                                                                  | 22,58%                                                                                          |                                                                                                 |
| 3e                                                           | Emilio Butragueño                                                                               | attaquant                                                                                       | Real Madrid                                                                                     | 15,14%                                                                                          |                                                                                                 |
| 1988                                                         |                                                                                                 |                                                                                                 |                                                                                                 |                                                                                                 |                                                                                                 |
| 1er                                                          | Marco van Basten                                                                                | attaquant                                                                                       | AC Milan                                                                                        | 31,85%                                                                                          |                                                                                                 |
| 2e                                                           | Ruud Gullit                                                                                     | milieu                                                                                          | AC Milan                                                                                        | 21,73%                                                                                          |                                                                                                 |
| 3e                                                           | Frank Rijkaard                                                                                  | milieu                                                                                          | Real Saragosse et AC Milan                                                                      | 11,11%                                                                                          |                                                                                                 |
| 1989                                                         |                                                                                                 |                                                                                                 |                                                                                                 |                                                                                                 |                                                                                                 |
| 1er                                                          | Marco van Basten (2)                                                                            | attaquant                                                                                       | AC Milan                                                                                        | 31,93%                                                                                          |                                                                                                 |
| 2e                                                           | Franco Baresi                                                                                   | défenseur                                                                                       | AC Milan                                                                                        | 19,80%                                                                                          |                                                                                                 |
| 3e                                                           | Frank Rijkaard                                                                                  | milieu                                                                                          | AC Milan                                                                                        | 10,64%                                                                                          |                                                                                                 |
| 1990                                                         |                                                                                                 |                                                                                                 |                                                                                                 |                                                                                                 |                                                                                                 |
| 1er                                                          | Lothar Matthäus                                                                                 | milieu                                                                                          | Inter Milan                                                                                     | 31,49%                                                                                          |                                                                                                 |
| 2e                                                           | Salvatore Schillaci                                                                             | attaquant                                                                                       | Juventus                                                                                        | 19,31%                                                                                          |                                                                                                 |
| 3e                                                           | Andreas Brehme                                                                                  | défenseur                                                                                       | Inter Milan                                                                                     | 15,63%                                                                                          |                                                                                                 |
| 1991                                                         |                                                                                                 |                                                                                                 |                                                                                                 |                                                                                                 |                                                                                                 |
| 1er                                                          | Jean-Pierre Papin                                                                               | attaquant                                                                                       | Olympique de Marseille                                                                          | 32,49%                                                                                          |                                                                                                 |
| 2e                                                           | Dejan Savićević                                                                                 | attaquant                                                                                       | Étoile rouge de Belgrade                                                                        | 09,68%                                                                                          |                                                                                                 |
| 2e                                                           | Darko Pančev                                                                                    | attaquant                                                                                       | Étoile rouge de Belgrade                                                                        | 09,68%                                                                                          |                                                                                                 |
| 2e                                                           | Lothar Matthäus                                                                                 | milieu                                                                                          | Inter Milan                                                                                     | 09,68%                                                                                          |                                                                                                 |
| 1992                                                         |                                                                                                 |                                                                                                 |                                                                                                 |                                                                                                 |                                                                                                 |
| 1er                                                          | Marco van Basten (3)                                                                            | attaquant                                                                                       | AC Milan                                                                                        | 22,53%                                                                                          |                                                                                                 |
| 2e                                                           | Hristo Stoitchkov                                                                               | milieu                                                                                          | FC Barcelone                                                                                    | 18,39%                                                                                          |                                                                                                 |
| 3e                                                           | Dennis Bergkamp                                                                                 | attaquant                                                                                       | Ajax Amsterdam                                                                                  | 12,18%                                                                                          |                                                                                                 |
| 1993                                                         |                                                                                                 |                                                                                                 |                                                                                                 |                                                                                                 |                                                                                                 |
| 1er                                                          | Roberto Baggio                                                                                  | attaquant                                                                                       | Juventus                                                                                        | 31,63%                                                                                          |                                                                                                 |
| 2e                                                           | Dennis Bergkamp                                                                                 | attaquant                                                                                       | Ajax Amsterdam et Inter Milan                                                                   | 18,49%                                                                                          |                                                                                                 |
| 3e                                                           | Éric Cantona                                                                                    | attaquant                                                                                       | Manchester United                                                                               | 07,57%                                                                                          |                                                                                                 |
| 1994                                                         |                                                                                                 |                                                                                                 |                                                                                                 |                                                                                                 |                                                                                                 |
| 1er                                                          | Hristo Stoitchkov                                                                               | milieu                                                                                          | FC Barcelone                                                                                    | 28,61%                                                                                          |                                                                                                 |
| 2e                                                           | Roberto Baggio                                                                                  | attaquant                                                                                       | Juventus                                                                                        | 18,53%                                                                                          |                                                                                                 |
| 3e                                                           | Paolo Maldini                                                                                   | défenseur                                                                                       | AC Milan                                                                                        | 14,85%                                                                                          |                                                                                                 |
| Ballon d'or (meilleur joueur évoluant dans un club européen) |                                                                                                 |                                                                                                 |                                                                                                 |                                                                                                 |                                                                                                 |
| 1995                                                         |                                                                                                 |                                                                                                 |                                                                                                 |                                                                                                 |                                                                                                 |
| 1er                                                          | George Weah                                                                                     | attaquant                                                                                       | Paris Saint-Germain et AC Milan                                                                 | 19,59%                                                                                          |                                                                                                 |
| 2e                                                           | Jürgen Klinsmann                                                                                | attaquant                                                                                       | Tottenham et Bayern Munich                                                                      | 14,69%                                                                                          |                                                                                                 |
| 3e                                                           | Jari Litmanen                                                                                   | milieu                                                                                          | Ajax Amsterdam                                                                                  | 09,12%                                                                                          |                                                                                                 |
| 1996                                                         |                                                                                                 |                                                                                                 |                                                                                                 |                                                                                                 |                                                                                                 |
| 1er                                                          | Matthias Sammer                                                                                 | défenseur                                                                                       | Borussia Dortmund                                                                               | 18,82%                                                                                          |                                                                                                 |
| 2e                                                           | Ronaldo                                                                                         | attaquant                                                                                       | PSV Eindhoven et FC Barcelone                                                                   | 18,69%                                                                                          |                                                                                                 |
| 3e                                                           | Alan Shearer                                                                                    | attaquant                                                                                       | Blackburn Rovers et Newcastle United                                                            | 13,99%                                                                                          |                                                                                                 |
| 1997                                                         |                                                                                                 |                                                                                                 |                                                                                                 |                                                                                                 |                                                                                                 |
| 1er                                                          | Ronaldo                                                                                         | attaquant                                                                                       | FC Barcelone et Inter Milan                                                                     | 29,02%                                                                                          |                                                                                                 |
| 2e                                                           | Predrag Mijatović                                                                               | attaquant                                                                                       | Real Madrid                                                                                     | 08,89%                                                                                          |                                                                                                 |
| 3e                                                           | Zinédine Zidane                                                                                 | milieu                                                                                          | Juventus                                                                                        | 08,24%                                                                                          |                                                                                                 |
| 1998                                                         |                                                                                                 |                                                                                                 |                                                                                                 |                                                                                                 |                                                                                                 |
| 1er                                                          | Zinédine Zidane                                                                                 | milieu                                                                                          | Juventus                                                                                        | 31,90%                                                                                          |                                                                                                 |
| 2e                                                           | Davor Šuker                                                                                     | attaquant                                                                                       | Real Madrid                                                                                     | 08,89%                                                                                          |                                                                                                 |
| 3e                                                           | Ronaldo                                                                                         | attaquant                                                                                       | Inter Milan                                                                                     | 08,63%                                                                                          |                                                                                                 |
| 1999                                                         |                                                                                                 |                                                                                                 |                                                                                                 |                                                                                                 |                                                                                                 |
| 1er                                                          | Rivaldo                                                                                         | milieu                                                                                          | FC Barcelone                                                                                    | 28,63%                                                                                          |                                                                                                 |
| 2e                                                           | David Beckham                                                                                   | milieu                                                                                          | Manchester United                                                                               | 20,13%                                                                                          |                                                                                                 |
| 3e                                                           | Andriy Chevtchenko                                                                              | attaquant                                                                                       | Dynamo Kiev et AC Milan                                                                         | 08,37%                                                                                          |                                                                                                 |
| 2000                                                         |                                                                                                 |                                                                                                 |                                                                                                 |                                                                                                 |                                                                                                 |
| 1er                                                          | Luís Figo                                                                                       | milieu                                                                                          | FC Barcelone et Real Madrid                                                                     | 25,75%                                                                                          |                                                                                                 |
| 2e                                                           | Zinédine Zidane                                                                                 | milieu                                                                                          | Juventus                                                                                        | 23,66%                                                                                          |                                                                                                 |
| 3e                                                           | Andriy Chevtchenko                                                                              | attaquant                                                                                       | AC Milan                                                                                        | 11,11%                                                                                          |                                                                                                 |
| 2001                                                         |                                                                                                 |                                                                                                 |                                                                                                 |                                                                                                 |                                                                                                 |
| 1er                                                          | Michael Owen                                                                                    | attaquant                                                                                       | Liverpool FC                                                                                    | 23,00%                                                                                          |                                                                                                 |
| 2e                                                           | Raúl                                                                                            | attaquant                                                                                       | Real Madrid                                                                                     | 18,30%                                                                                          |                                                                                                 |
| 3e                                                           | Oliver Kahn                                                                                     | gardien                                                                                         | Bayern Munich                                                                                   | 14,90%                                                                                          |                                                                                                 |
| 2002                                                         |                                                                                                 |                                                                                                 |                                                                                                 |                                                                                                 |                                                                                                 |
| 1er                                                          | Ronaldo (2)                                                                                     | attaquant                                                                                       | Inter Milan et Real Madrid                                                                      | 21,67%                                                                                          |                                                                                                 |
| 2e                                                           | Roberto Carlos                                                                                  | défenseur                                                                                       | Real Madrid                                                                                     | 18,59%                                                                                          |                                                                                                 |
| 3e                                                           | Oliver Kahn                                                                                     | gardien                                                                                         | Bayern Munich                                                                                   | 14,10%                                                                                          |                                                                                                 |
| 2003                                                         |                                                                                                 |                                                                                                 |                                                                                                 |                                                                                                 |                                                                                                 |
| 1er                                                          | Pavel Nedvěd                                                                                    | milieu                                                                                          | Juventus                                                                                        | 24,36%                                                                                          |                                                                                                 |
| 2e                                                           | Thierry Henry                                                                                   | attaquant                                                                                       | Arsenal FC                                                                                      | 16,41%                                                                                          |                                                                                                 |
| 3e                                                           | Paolo Maldini                                                                                   | défenseur                                                                                       | AC Milan                                                                                        | 15,77%                                                                                          |                                                                                                 |
| 2004                                                         |                                                                                                 |                                                                                                 |                                                                                                 |                                                                                                 |                                                                                                 |
| 1er                                                          | Andriy Chevtchenko                                                                              | attaquant                                                                                       | AC Milan                                                                                        | 22,44%                                                                                          |                                                                                                 |
| 2e                                                           | Deco                                                                                            | milieu                                                                                          | FC Porto et FC Barcelone                                                                        | 17,82%                                                                                          |                                                                                                 |
| 3e                                                           | Ronaldinho                                                                                      | milieu                                                                                          | FC Barcelone                                                                                    | 17,05%                                                                                          |                                                                                                 |
| 2005                                                         |                                                                                                 |                                                                                                 |                                                                                                 |                                                                                                 |                                                                                                 |
| 1er                                                          | Ronaldinho                                                                                      | milieu                                                                                          | FC Barcelone                                                                                    | 28,85%                                                                                          |                                                                                                 |
| 2e                                                           | Frank Lampard                                                                                   | milieu                                                                                          | Chelsea FC                                                                                      | 18,98%                                                                                          |                                                                                                 |
| 3e                                                           | Steven Gerrard                                                                                  | milieu                                                                                          | Liverpool FC                                                                                    | 18,21%                                                                                          |                                                                                                 |
| 2006                                                         |                                                                                                 |                                                                                                 |                                                                                                 |                                                                                                 |                                                                                                 |
| 1er                                                          | Fabio Cannavaro                                                                                 | défenseur                                                                                       | Juventus et Real Madrid                                                                         | 22,18%                                                                                          |                                                                                                 |
| 2e                                                           | Gianluigi Buffon                                                                                | gardien                                                                                         | Juventus                                                                                        | 15,90%                                                                                          |                                                                                                 |
| 3e                                                           | Thierry Henry                                                                                   | attaquant                                                                                       | Arsenal FC                                                                                      | 15,51%                                                                                          |                                                                                                 |
| Ballon d'or (meilleur joueur du monde)                       |                                                                                                 |                                                                                                 |                                                                                                 |                                                                                                 |                                                                                                 |
| 2007                                                         |                                                                                                 |                                                                                                 |                                                                                                 |                                                                                                 |                                                                                                 |
| 1er                                                          | Kaká                                                                                            | milieu                                                                                          | AC Milan                                                                                        | 30,83%                                                                                          |                                                                                                 |
| 2e                                                           | Cristiano Ronaldo                                                                               | milieu                                                                                          | Manchester United                                                                               | 19,24%                                                                                          |                                                                                                 |
| 3e                                                           | Lionel Messi                                                                                    | attaquant                                                                                       | FC Barcelone                                                                                    | 17,71%                                                                                          |                                                                                                 |
| 2008                                                         |                                                                                                 |                                                                                                 |                                                                                                 |                                                                                                 |                                                                                                 |
| 1er                                                          | Cristiano Ronaldo                                                                               | milieu                                                                                          | Manchester United                                                                               | 30,97%                                                                                          |                                                                                                 |
| 2e                                                           | Lionel Messi                                                                                    | attaquant                                                                                       | FC Barcelone                                                                                    | 19,51%                                                                                          |                                                                                                 |
| 3e                                                           | Fernando Torres                                                                                 | attaquant                                                                                       | Liverpool FC                                                                                    | 12,43%                                                                                          |                                                                                                 |
| 2009                                                         |                                                                                                 |                                                                                                 |                                                                                                 |                                                                                                 |                                                                                                 |
| 1er                                                          | Lionel Messi                                                                                    | attaquant                                                                                       | FC Barcelone                                                                                    | 32,85%                                                                                          |                                                                                                 |
| 2e                                                           | Cristiano Ronaldo                                                                               | attaquant                                                                                       | Manchester United et Real Madrid                                                                | 16,18%                                                                                          |                                                                                                 |
| 3e                                                           | Xavi                                                                                            | milieu                                                                                          | FC Barcelone                                                                                    | 11,81%                                                                                          |                                                                                                 |
| FIFA Ballon d'or                                             |                                                                                                 |                                                                                                 |                                                                                                 |                                                                                                 |                                                                                                 |
| 2010                                                         |                                                                                                 |                                                                                                 |                                                                                                 |                                                                                                 |                                                                                                 |
| 1er                                                          | Lionel Messi (2)                                                                                | attaquant                                                                                       | FC Barcelone                                                                                    | 22,65%                                                                                          |                                                                                                 |
| 2e                                                           | Andrés Iniesta                                                                                  | milieu                                                                                          | FC Barcelone                                                                                    | 17,36%                                                                                          |                                                                                                 |
| 3e                                                           | Xavi                                                                                            | milieu                                                                                          | FC Barcelone                                                                                    | 16,48%                                                                                          |                                                                                                 |
| 2011                                                         |                                                                                                 |                                                                                                 |                                                                                                 |                                                                                                 |                                                                                                 |
| 1er                                                          | Lionel Messi (3)                                                                                | attaquant                                                                                       | FC Barcelone                                                                                    | 47,88%                                                                                          |                                                                                                 |
| 2e                                                           | Cristiano Ronaldo                                                                               | attaquant                                                                                       | Real Madrid                                                                                     | 21,60%                                                                                          |                                                                                                 |
| 3e                                                           | Xavi                                                                                            | milieu                                                                                          | FC Barcelone                                                                                    | 9,23%                                                                                           |                                                                                                 |
| 2012                                                         |                                                                                                 |                                                                                                 |                                                                                                 |                                                                                                 |                                                                                                 |
| 1er                                                          | Lionel Messi (4)                                                                                | attaquant                                                                                       | FC Barcelone                                                                                    | 41,60%                                                                                          |                                                                                                 |
| 2e                                                           | Cristiano Ronaldo                                                                               | attaquant                                                                                       | Real Madrid                                                                                     | 23,68%                                                                                          |                                                                                                 |
| 3e                                                           | Andrés Iniesta                                                                                  | milieu                                                                                          | FC Barcelone                                                                                    | 10,91%                                                                                          |                                                                                                 |
| 2013                                                         |                                                                                                 |                                                                                                 |                                                                                                 |                                                                                                 |                                                                                                 |
| 1er                                                          | Cristiano Ronaldo (2)                                                                           | attaquant                                                                                       | Real Madrid                                                                                     | 27,99%                                                                                          |                                                                                                 |
| 2e                                                           | Lionel Messi                                                                                    | attaquant                                                                                       | FC Barcelone                                                                                    | 24,72%                                                                                          |                                                                                                 |
| 3e                                                           | Franck Ribéry                                                                                   | milieu                                                                                          | Bayern Munich                                                                                   | 23,36%                                                                                          |                                                                                                 |
| 2014                                                         |                                                                                                 |                                                                                                 |                                                                                                 |                                                                                                 |                                                                                                 |
| 1er                                                          | Cristiano Ronaldo (3)                                                                           | attaquant                                                                                       | Real Madrid                                                                                     | 37,66%                                                                                          |                                                                                                 |
| 2e                                                           | Lionel Messi                                                                                    | attaquant                                                                                       | FC Barcelone                                                                                    | 15,76%                                                                                          |                                                                                                 |
| 3e                                                           | Manuel Neuer                                                                                    | gardien                                                                                         | Bayern Munich                                                                                   | 15,72%                                                                                          |                                                                                                 |
| 2015                                                         |                                                                                                 |                                                                                                 |                                                                                                 |                                                                                                 |                                                                                                 |
| 1er                                                          | Lionel Messi (5)                                                                                | attaquant                                                                                       | FC Barcelone                                                                                    | 41,33%                                                                                          |                                                                                                 |
| 2e                                                           | Cristiano Ronaldo                                                                               | attaquant                                                                                       | Real Madrid                                                                                     | 27,76%                                                                                          |                                                                                                 |
| 3e                                                           | Neymar                                                                                          | attaquant                                                                                       | FC Barcelone                                                                                    | 7,86%                                                                                           |                                                                                                 |
| Ballon d'or                                                  |                                                                                                 |                                                                                                 |                                                                                                 |                                                                                                 |                                                                                                 |
| 2016                                                         |                                                                                                 |                                                                                                 |                                                                                                 |                                                                                                 |                                                                                                 |
| 1er                                                          | Cristiano Ronaldo (4)                                                                           | attaquant                                                                                       | Real Madrid                                                                                     | 47,85%                                                                                          |                                                                                                 |
| 2e                                                           | Lionel Messi                                                                                    | attaquant                                                                                       | FC Barcelone                                                                                    | 20,30%                                                                                          |                                                                                                 |
| 3e                                                           | Antoine Griezmann                                                                               | attaquant                                                                                       | Atlético de Madrid                                                                              | 12,72%                                                                                          |                                                                                                 |
| 2017                                                         |                                                                                                 |                                                                                                 |                                                                                                 |                                                                                                 |                                                                                                 |
| 1er                                                          | Cristiano Ronaldo (5)                                                                           | attaquant                                                                                       | Real Madrid                                                                                     | 33,76%                                                                                          |                                                                                                 |
| 2e                                                           | Lionel Messi                                                                                    | attaquant                                                                                       | FC Barcelone                                                                                    | 23,91%                                                                                          |                                                                                                 |
| 3e                                                           | Neymar                                                                                          | attaquant                                                                                       | FC Barcelone et Paris Saint-Germain                                                             | 12,88%                                                                                          |                                                                                                 |
| 2018                                                         |                                                                                                 |                                                                                                 |                                                                                                 |                                                                                                 |                                                                                                 |
| 1er                                                          | Luka Modrić                                                                                     | milieu                                                                                          | Real Madrid                                                                                     | 26,14%                                                                                          |                                                                                                 |
| 2e                                                           | Cristiano Ronaldo                                                                               | attaquant                                                                                       | Real Madrid et Juventus                                                                         | 16,52%                                                                                          |                                                                                                 |
| 3e                                                           | Antoine Griezmann                                                                               | attaquant                                                                                       | Atlético de Madrid                                                                              | 14,37%                                                                                          |                                                                                                 |
| 2019                                                         |                                                                                                 |                                                                                                 |                                                                                                 |                                                                                                 |                                                                                                 |
| 1er                                                          | Lionel Messi (6)                                                                                | attaquant                                                                                       | FC Barcelone                                                                                    | 24,36%                                                                                          |                                                                                                 |
| 2e                                                           | Virgil van Dijk                                                                                 | défenseur                                                                                       | Liverpool FC                                                                                    | 24,11%                                                                                          |                                                                                                 |
| 3e                                                           | Cristiano Ronaldo                                                                               | attaquant                                                                                       | Juventus                                                                                        | 16,90%                                                                                          |                                                                                                 |
| 2020                                                         | Non attribué (faute de conditions équitables suffisantes en raison de la pandémie de Covid-19), | Non attribué (faute de conditions équitables suffisantes en raison de la pandémie de Covid-19), | Non attribué (faute de conditions équitables suffisantes en raison de la pandémie de Covid-19), | Non attribué (faute de conditions équitables suffisantes en raison de la pandémie de Covid-19), | Non attribué (faute de conditions équitables suffisantes en raison de la pandémie de Covid-19), |
| 2021                                                         |                                                                                                 |                                                                                                 |                                                                                                 |                                                                                                 |                                                                                                 |
| 1er                                                          | Lionel Messi (7)                                                                                | attaquant                                                                                       | FC Barcelone et Paris Saint-Germain                                                             | 22,54%                                                                                          |                                                                                                 |
| 2e                                                           | Robert Lewandowski                                                                              | attaquant                                                                                       | Bayern Munich                                                                                   | 21,32%                                                                                          |                                                                                                 |
| 3e                                                           | Jorginho                                                                                        | milieu                                                                                          | Chelsea FC                                                                                      | 16,91%                                                                                          |                                                                                                 |
| 2022                                                         |                                                                                                 |                                                                                                 |                                                                                                 |                                                                                                 |                                                                                                 |
| 1er                                                          | Karim Benzema                                                                                   | attaquant                                                                                       | Real Madrid                                                                                     | 36,90%                                                                                          |                                                                                                 |
| 2e                                                           | Sadio Mané                                                                                      | attaquant                                                                                       | Liverpool FC et Bayern Munich                                                                   | 12,97%                                                                                          |                                                                                                 |
| 3e                                                           | Kevin De Bruyne                                                                                 | milieu                                                                                          | Manchester City                                                                                 | 11,76%                                                                                          |                                                                                                 |
| 2023                                                         |                                                                                                 |                                                                                                 |                                                                                                 |                                                                                                 |                                                                                                 |
| 1er                                                          | Lionel Messi (8)                                                                                | attaquant                                                                                       | Paris Saint-Germain et Inter Miami CF                                                           | 31,39%                                                                                          |                                                                                                 |
| 2e                                                           | Erling Haaland                                                                                  | attaquant                                                                                       | Manchester City                                                                                 | 24,25%                                                                                          |                                                                                                 |
| 3e                                                           | Kylian Mbappé                                                                                   | attaquant                                                                                       | Paris Saint-Germain                                                                             | 18,34%                                                                                          |                                                                                                 |
| 2024                                                         |                                                                                                 |                                                                                                 |                                                                                                 |                                                                                                 |                                                                                                 |
| 1er                                                          | Rodri                                                                                           | milieu                                                                                          | Manchester City                                                                                 | 17,64%                                                                                          |                                                                                                 |
| 2e                                                           | Vinícius Júnior                                                                                 | attaquant                                                                                       | Real Madrid                                                                                     | 17,02%                                                                                          |                                                                                                 |
| 3e                                                           | Jude Bellingham                                                                                 | milieu                                                                                          | Real Madrid                                                                                     | 13,82%                                                                                          |                                                                                                 |

### Palmarès par joueur
L'Argentin Lionel Messi compte huit ballons d'or dont 4 remportés successivement.
| Rang | Joueur | Trophée(s) | Deuxième | Troisième |
| ---- | --- | ---------- | -------- | --------- |
| 1    | Lionel Messi | 8          | 5        | 1         |
| 2    | Cristiano Ronaldo | 5          | 6        | 1         |
| 3    | Michel Platini | 3          | 0        | 2         |
| 4    | Johan Cruyff | 3          | 0        | 1         |
| 5    | Marco van Basten | 3          | 0        | 0         |
| 6    | Franz Beckenbauer | 2          | 2        | 1         |
| 7    | Ronaldo | 2          | 1        | 1         |
| 8    | Alfredo Di Stéfano Kevin Keegan Karl-Heinz Rummenigge | 2          | 1        | 0         |
| 11   | Luis Suárez | 1          | 2        | 1         |
| 12   | Eusébio Bobby Charlton | 1          | 2        | 0         |
| 14   | Raymond Kopa Gerd Müller | 1          | 1        | 2         |
| 16   | Zinédine Zidane | 1          | 1        | 1         |
| 17   | Gianni Rivera Ruud Gullit Lothar Matthäus Roberto Baggio Hristo Stoitchkov | 1          | 1        | 0         |
| 22   | Andriy Chevtchenko | 1          | 0        | 2         |
| 23   | George Best Allan Simonsen Ronaldinho | 1          | 0        | 1         |
| 26   | Stanley Matthews Omar Sívori Josef Masopust Lev Yachine Denis Law Flórián Albert Oleg Blokhine Paolo Rossi Igor Belanov Jean-Pierre Papin George Weah Matthias Sammer Rivaldo Luís Figo Michael Owen Pavel Nedvěd Fabio Cannavaro Kaká Luka Modrić Karim Benzema Rodri | 1          | 0        | 0         |

### Palmarès par clubs, par pays et par championnats
Classement des clubs, des pays et des championnats en fonction du nombre de trophées.
| Club | Trophée(s) |
| --- | ---------- |
| FC Barcelone | 14         |
| Juventus Real Madrid | 9          |
| AC Milan | 6          |
| Bayern Munich | 5          |
| Manchester United | 4          |
| Ajax Amsterdam Hambourg SV Dynamo Kiev Inter Milan Paris Saint-Germain | 2          |
| Blackpool FC Dukla Prague Dynamo Moscou Benfica Lisbonne Ferencváros TC Borussia Mönchengladbach PSV Eindhoven Olympique de Marseille Borussia Dortmund Liverpool FC Manchester City | 1          |

| Pays                                                                     | Trophée(s) |
| ------------------------------------------------------------------------ | ---------- |
| Argentine                                                                | 8          |
| Pays-Bas Allemagne Portugal France                                       | 7          |
| Angleterre Italie Brésil                                                 | 5          |
| Espagne                                                                  | 4          |
| Union soviétique                                                         | 3          |
| Tchécoslovaquie                                                          | 2          |
| Écosse Hongrie Irlande du Nord Danemark Bulgarie Liberia Ukraine Croatie | 1          |

| Championnat                      | Trophée(s) |
| -------------------------------- | ---------- |
| LaLiga                           | 23         |
| Serie A                          | 17         |
| Bundesliga                       | 9          |
| Premier League                   | 7          |
| Vyschaïa Liga Eredivisie Ligue 1 | 3          |
| I. liga Liga Nemzeti Bajnokság I | 1          |

Remarque : de 1954 à 1994, seul un joueur européen pouvait être élu et de 1995 à 2006, seul un joueur évoluant dans un club européen pouvait être élu.

## Statistiques
- Ballons d'or consécutifs :
  - 4 Ballons d'or consécutifs : Lionel Messi (2009, 2010, 2011, 2012).
  - 3 Ballons d'or consécutifs : Michel Platini (1983, 1984, 1985).
  - 2 Ballons d'or consécutifs : Johan Cruyff (1973, 1974), Kevin Keegan (1978, 1979), Karl-Heinz Rummenigge (1980, 1981), Marco van Basten (1988, 1989), Cristiano Ronaldo (2013, 2014 et 2016, 2017) et Lionel Messi (2019, 2021[14]).
- Joueur avec le plus de podiums consécutifs : Lionel Messi avec 11 podiums consécutifs (entre 2007 et 2017).
- Joueur avec le plus de podiums : Lionel Messi avec 14 podiums.
- Joueur le plus nommé : Cristiano Ronaldo avec 18 nominations.
- Plus jeune élu : Ronaldo (1997) à 21 ans.
- Plus vieil élu : Stanley Matthews (1956) à 41 ans.
- Plus jeune joueur présent sur le podium : Eusébio (1962), Ronaldo (1996) et Lionel Messi (2007) à 20 ans.
- L'AC Milan (en 1988 et en 1989) et le FC Barcelone (en 2010) sont les seuls clubs à avoir placé trois de leurs joueurs sur le podium la même année :
  - Marco van Basten, Ruud Gullit et Frank Rijkaard (AC Milan, 1988) ;
  - Marco van Basten, Franco Baresi et Frank Rijkaard (AC Milan, 1989) ;
  - Lionel Messi, Andrés Iniesta et Xavi (FC Barcelone, 2010).
- L'Allemagne (en 1972 et 1981) et les Pays-Bas (en 1988) sont les seuls pays à avoir eu trois de leurs joueurs sur le podium la même année :
  - Franz Beckenbauer, Gerd Müller et Günter Netzer (Allemagne de l'Ouest, 1972) ;
  - Karl-Heinz Rummenigge, Paul Breitner et Bernd Schuster (Allemagne de l'Ouest, 1981) ;
  - Marco van Basten, Ruud Gullit et Frank Rijkaard (Pays-Bas, 1988).
- Le Ballon d'or 1988 est la seule fois où les joueurs sur le podium sont issus du même club (AC Milan) et de la même sélection (Pays-Bas) :
  - Marco van Basten, Ruud Gullit et Frank Rijkaard.
- Le FC Barcelone est le seul club à avoir placé au moins un de ses joueurs sur le podium durant onze éditions consécutives (entre 2007 et 2017).

## Autres prix
Plusieurs autres prix sont décernés durant la cérémonie, à commencer par le ballon d'or féminin. Des trophées sont également décernés pour les jeunes, les gardiens et les buteurs, d'abord uniquement pour les hommes, mais également pour les femmes à partir de 2025.

### Ballon d'or féminin
Depuis 2018, le Ballon d'or féminin récompense la meilleure joueuse de l'année.

### Trophée Kopa
Depuis 2018, le trophée Kopa récompense le meilleur jeune joueur ainsi que la meilleure jeune joueuse de l'année.

### Trophée Yachine
Depuis 2019, le trophée Yachine récompense le meilleur gardien de but ainsi que la meilleure gardienne de l'année.

### Trophée Gerd Müller
Depuis 2021, France Football récompense le meilleur buteur de l'année en club et en sélection. En 2022, le nom de Trophée Gerd Müller est officialisé.

### Club de l'année
Depuis 2021, le club ayant le plus de nommés au Ballon d'or masculin et féminin est désigné comme « club de l'année ».
| Année | Vainqueur       | Nombre de nommés |
| ----- | --------------- | ---------------- |
| 2021  | Chelsea FC      | 5                |
| 2022  | Manchester City | 5                |
| 2023  | Manchester City | 7                |
| 2024  | Real Madrid     | 7                |

### Prix Sócrates
Depuis 2022, le prix Sócrates met à l'honneur l'engagement social d'un footballeur professionnel ayant réalisé des actions solidaires en faveur de l’inclusion et de l’égalité des chances et en lien avec les évolutions de la société.

### Trophée Cruyff
Depuis 2024, le trophée Cruyff récompense le/la meilleur(e) entraîneur/euse d'une équipe masculine et d'une équipe féminine sur la saison écoulée.
| Année | Vainqueur       | Club / selection |
| ----- | --------------- | ---------------- |
| 2024  | Carlo Ancelotti | Real Madrid      |

| Année | Vainqueur  | Club / selection                               |
| ----- | ---------- | ---------------------------------------------- |
| 2024  | Emma Hayes | Chelsea Women / Équipe des États-Unis féminine |

### Ballon d'or d'honneur
En 1995, un Ballon d'or d'honneur a été attribué à Diego Maradona et, en 2014, Pelé en reçoit un à son tour ; eux qui n'avaient pas pu être honorés en leur temps.